# Clinozoisita
La clinozoisita es un mineral, silicato de calcio y aluminio con hidroxilos, con estructura de  sorosilicatos. Es una de las especies del llamado grupo de la epidota, formado por 15 minerales hasta el momento, de los que los más abundantes y conocidos son la epidota, la clinozoisita y la piemontita.La clinozoisita fue descrita como fouqueita  pero el mineralogista austriaco Ernst Weinschenk propuso el cambio de nombre por el de clinozoisita, ya que es el dimorfo monoclínico la zoisita, teniendo ambos la misma composición. Su nombre deriva del del naturalista austriaco S. Zois.

## Características químicas

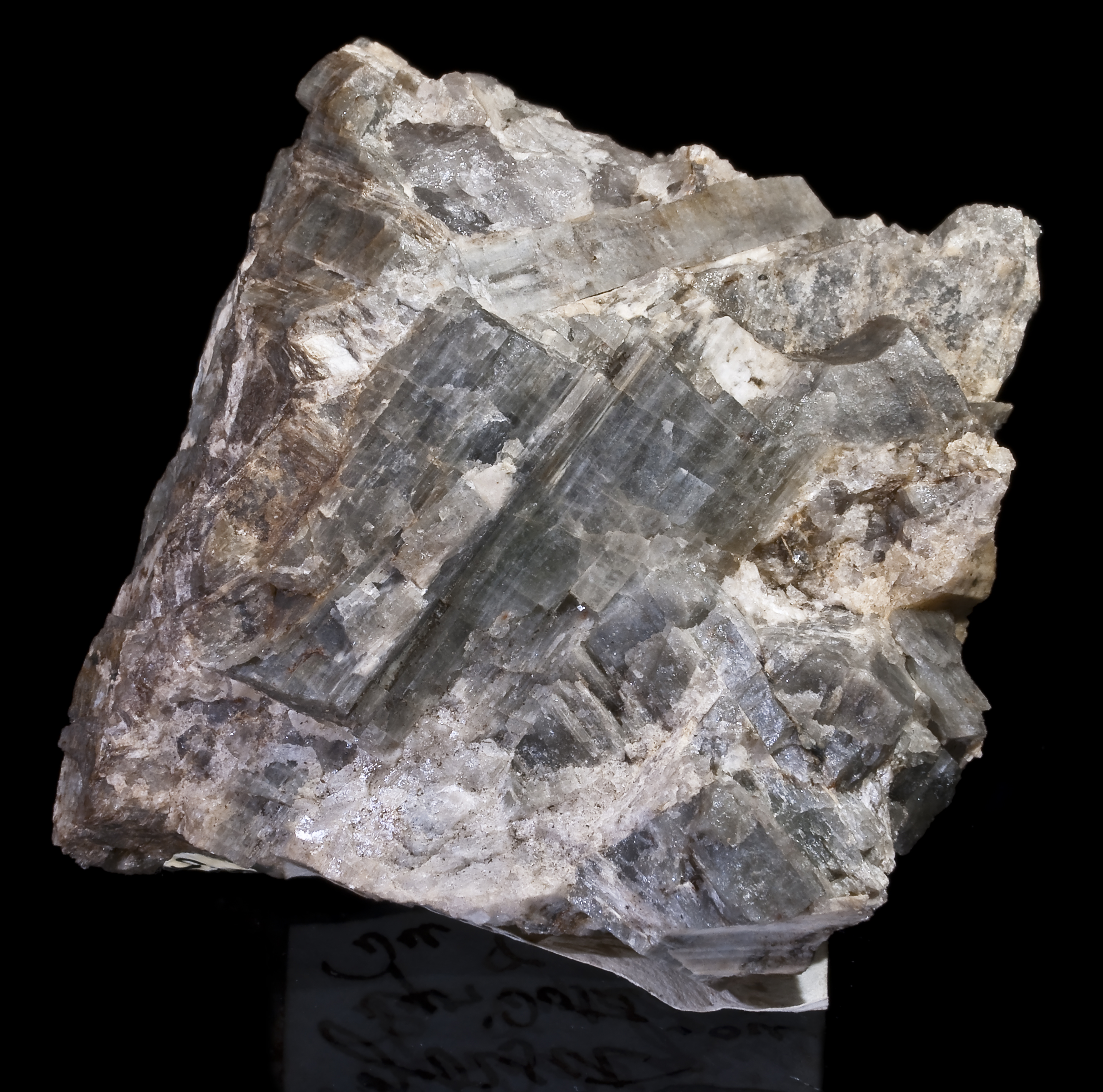
Ejemplar de la localidad topotipo, Gösleswan, Ströden, Prägraten, Valle de Virgen, Tirol, Austria

La clinozoisita y la epidota forman una serie continua en su composición. En la estructura  de estos minerales existen tres lugares distintos, dos de los cuales están ocupados por aluminio y el tercero en el extremo clinozoisita ideal por aluminio y en  por Fe3+ en el caso de la epidota ideal. Es  parecida de aspecto a la epidota, que está distribuida mucho más ampliamente que ella, pero su color no es el verde intenso de la epidota, sino  grisáceo o marrón claro,  más que el verde intenso de la epidota, aunque ejemplares con este color también pueden tener composición de epidota. Se ha encontrado ocasionalmente una variedad de clinozoisita compacta, de color rosa debido a la presencia de manganeso, que recibe el nombre de clinothulita.

## Formación y yacimientos
El ambiente de formación en que podemos encontrarlo es en rocas metamórficas y rocas metasomáticas de contacto. Abundante en todo el mundo, se conoce en alrededor de un millar de yacimientos,  asociados casi siempre al tipo de rocas nombradas.También puede formarse como consecuencia de cristalización directa del magma, además de que, por su dureza, se puede encontrar en depósitos sedimentarios de arena suelta. En elcerro San Cristóbal, Cañete, Lima (Perú) aparece clinozoisita como  cristales de color anaranjado, de un tamaño de varios centímetros.En España se ha encontrado clinozoisita como pequeños cristales asociados a cristales de cuarzo en  los Picos del Infierno, Panticosa (Huesca).De la variedad de color rosa (clinothulita) existe un yacimiento notable en el rancho de Tepustete, en el municipio de Álamos, Sonora (México).